# Международный Кубок Китая по футболу
Международный Кубок Китая по футболу (кит. 中国杯国际足球锦标赛; англ. China Cup International Football Championship), также известный как Чайна Кап — международный футбольный турнир среди национальных сборных стран-членов ФИФА, организуемый Китайской футбольной ассоциацией, и традиционно проводимый в Китайской Народной Республике. На турнире обычно участвуют четыре сборные, входящие в ФИФА. Проводится с 2017 года. В 2017 году турнир проходил в январе, в 2018 году в марте. Турнир 2019 года также пройдет в марте.
| Год         | Город   | Победитель | Финалист | Третье место | Четвёртое место |
| ----------- | ------- | ---------- | -------- | ------------ | --------------- |
| 2017 Детали | Наньнин | Чили       | Исландия | Китай        | Хорватия        |
| 2018 Детали | Наньнин | Уругвай    | Уэльс    | Чехия        | Китай           |
| 2019 Детали | Наньнин | Уругвай    | Таиланд  | Узбекистан   | Китай           |